# Železniční trať Milot–Klos

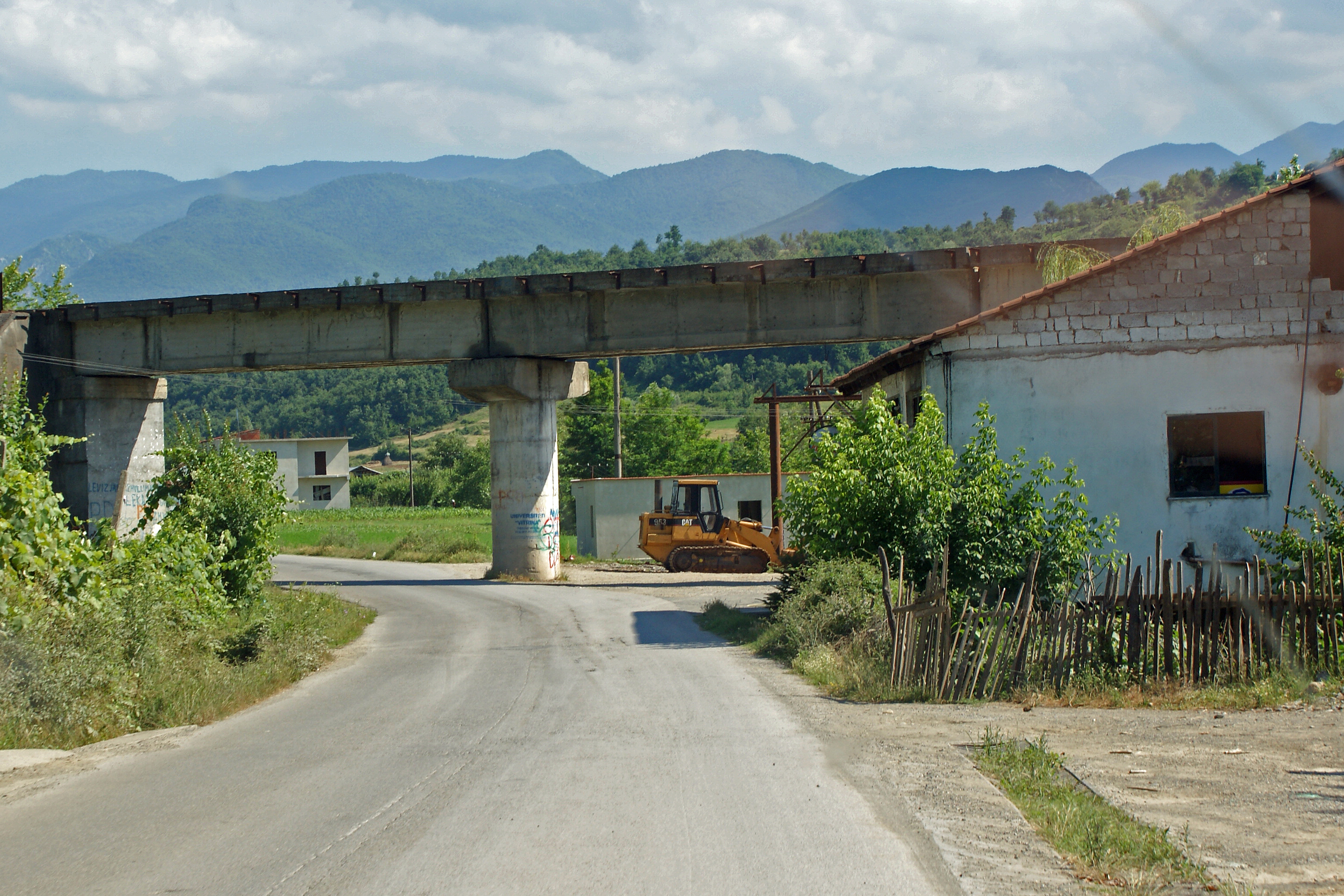
Jeden z opuštěných železničních mostů

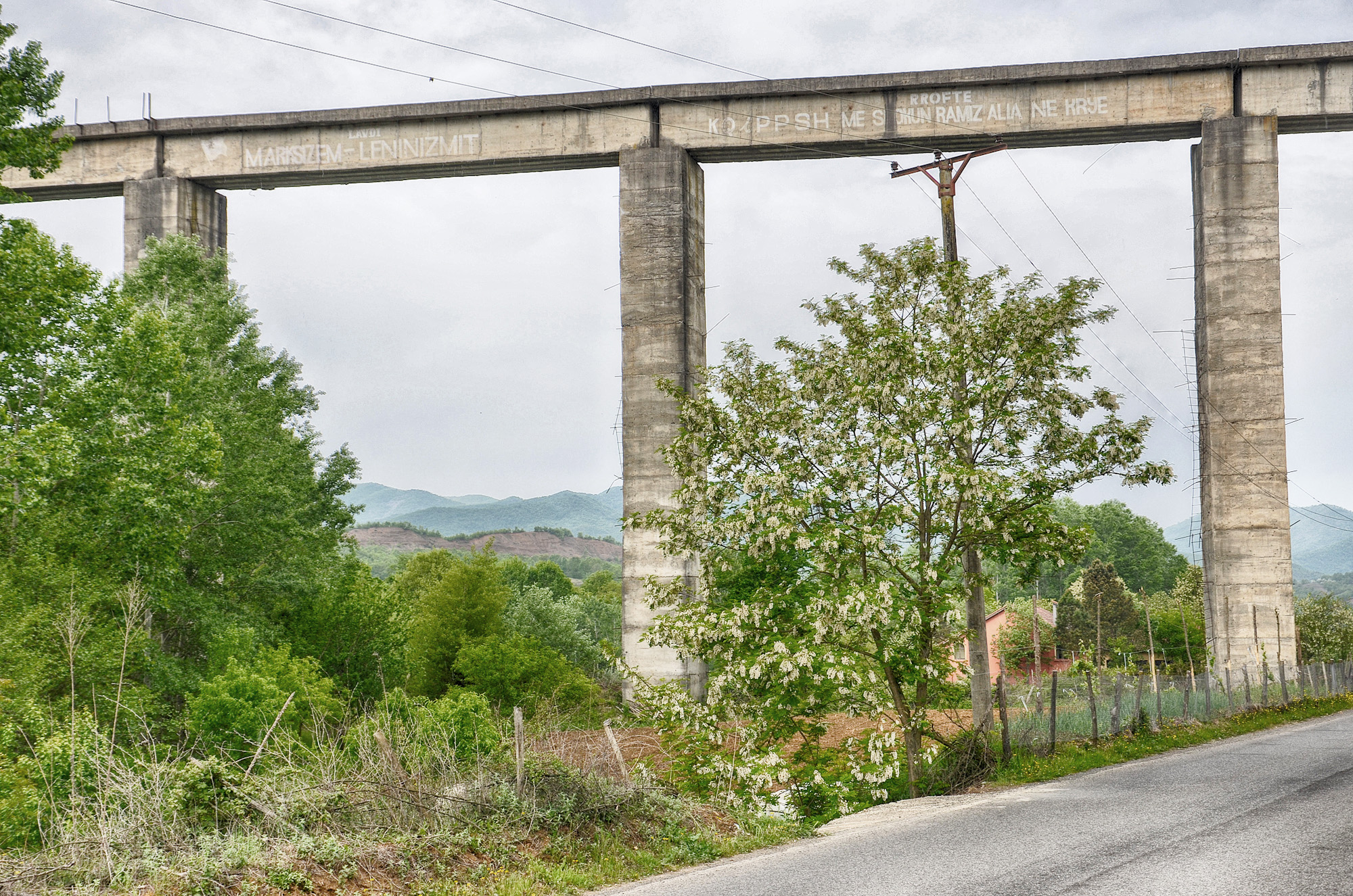
Opuštěný viadukt u vesnice Tarazh

Železniční trať Milot–Klos je nedokončená a opuštěná železniční trať v Albánii. Měla být dlouhá 63 km a zajistit spojení měst Rrëshen, Burrel a Klos na albánskou železniční síť. Sloužit měla především k dopravě rud, např. chromu. Budována začala být nedlouho před politickými změnami v zemi na přelomu 80. a 90. let.

## Vedení trasy
Trať se podle původního plánu měla odpojovat od železniční trati Skadar–Vorë ve městě Milot. Poté pokračovala podél řeky Mati k Milotskému mostu a dále jejím údolím až k soutoku s řekou Fan. Odtud vedla dále údolím na sever až k městu Rrëshen. K němu se dostala údolím řeky Fan i Vogël, nádraží v Rrëshenu se nacházelo severně od města. Trať dále pokračovala po úpatí hory až k vesnici Tarazh, kde překonávala rozsáhlé údolí po vysokém betonovém viaduktu. U obce Rrushkull dále na jih se potom měl nacházet dlouhý tunel, u vodní nádrže u obce Ulëz byly potom stavební práce přerušeny zcela a dále k městu Burrel ani nebyly zahájeny, a nebo se tam nacházely jen základy několika dopravních staveb (např. mostů). V úseku Burrel–Klos měla být trať vedena údolím řeky Mati, zhruba ve směru současné silnice SH 6.

## Historie
Stavební práce na trati byly zahájeny v roce 1986. Stejně jako řada dalších infrastrukturních staveb, které byly budovány v socialistické Albánii v této době, byla i tato trať realizována prostřednictvím dobrovolnických brigád. Na staveniště byli posláni mladí lidé a studenti, kteří měli k dispozici minimum mechanizace a pouze jednoduché pracovní nástroje. Kvalifikovaná pracovní síla se věnovala především přípravě deseti betonových mostů a několika tunelů. Dle albánských médií se v roce 1989 do výstavby trati zapojilo na dvacet pět tisíc lidí. Předpoklad dokončení stavby byl plánován na rok 1995.
Vzhledem k politickým změnám v roce 1991 došlo k přerušení konceptu dobrovolnických brigád pro infrastrukturní stavby. Do roku 1992 ještě na staveništi pracovala albánská armáda. Poté byly práce přerušeny; za uvedenou dobu se nicméně podařilo otevřít alespoň úsek z obce Milot do města Rrëshen (slavnostně byl otevřen 15. října 1987), který byl veden údolím řeky Fan. Doprava zde však byla provozována jen několik let, neboť trať byla hned po svém dokončení ve velmi špatném stavu a musela zde být rychlost omezena jen na jednotky km/h. Kolejové pražce byly po uzavření tratě vytrhány a převezeny na sever země pro obnovu trati do Černé Hory. Zbylá část trati byla zničena na počátku 21. století; železniční těleso bylo odstraněno, násyp rozšířen a na jeho místě vznikla dálnice A1, která vede do města Kukës a do Kosova.